# Arrondissement de Louviers
L'arrondissement de Louviers est un ancien arrondissement français du département de l'Eure. Il est créé le 17 février 1800.
Lors de la création des départements en 1790, Louviers devient chef-lieu de district. En 1795, les districts disparaissent. En 1800, Bonaparte crée les arrondissements et Louviers devient sous-préfecture. 
Le premier sous-préfet est Pierre-Matthieu Frontin (1765-1839), manufacturier, qui habite au 21 de la rue du Vallet.
Les bureaux de la sous-préfecture, d'abord installés rue Tatin, sont transférés en 1805 aux 20 et 22 de la rue du Vallet.
En 1832, la sous-préfecture est sise 37-39 rue du Vallet (rue Dupont-de-L'Eure depuis) en l'hôtel de Graveron , de la fin du XVIIIe siècle.
Courant 1816, l'hôtel est habité par le maréchal Davout, en conséquence de l'ordonnance du 24 juillet 1815.
Cet échelon administratif est supprimé le 10 septembre 1926. Les cantons reviennent aux arrondissements des Andelys et d'Évreux.
La destruction de l'édifice intervient début 1975.

## Composition
Il comprenait les cantons de Gaillon, Louviers, du Neubourg, de Pont-de-l'Arche et de Tourville-la-Campagne.

## Sous-préfets
37 fonctionnaires se sont succédé à la sous-préfecture.
- 1800 : 1er sous-préfet, Pierre-Mathieu Frontin[2]
- avril 1807 : nomination du 23 mars 1807 d'Achille Charles César Leblanc de Pommard, auditeur au conseil d'État (°1791, décédé à Naples le 22 mai[3])
- juin 1807  : 2e sous-préfet, Jacques-François-Marie Vieilh de Boisjolin[4] (fin : août 1830) (fin : 29 décembre 1830)
- janvier 1831-août 1833 : le même
- 7 - 22 août 1833 : 3e sous-préfet, Guillaume Philippe Rébut de la Rhoëllerie[5] (fin : mai 1841)
- 6 juin 1841 : 4e sous-préfet, Paul Louis Marie Athanase Vallon (fin : mars 1847)
- avril 1847 : 5e sous-préfet, Eugène/Étienne Anisson-Dupéron[6], relevé de ses fonctions peu après février 1848
- août 1848 : 6e sous-préfet, Roger (fin : mai 1852)
- mai 1852 : 7e sous-préfet, Jean-Marie Eigenschenck (fin : octobre 1852)
- octobre 1852 : 8e sous-préfet, Gérard (fin : mars 1853)
- 13 avril 1853 : 9e sous-préfet, Alfred de Jancigny
- 1er décembre 1857 :  10e sous-préfet, Olivier Reneufre[7]
- mai 1861 : 11e sous-préfet, Antoine Paul Lucien de Casabianca[8]
- 11 novembre 1865 : 12e sous-préfet, Antoine Pugliesi-Conti (fin : décembre 1866) ;
- 14 janvier 1867 : 13e sous-préfet, Eugène Germain Crétet[9] (fin : décembre 1869) ;
- 31 janvier 1870 : 14e sous-préfet, Auguste Guynemer[10],[11] (fin : 1er septembre 1870)
- 11 septembre 1870 : 15e sous-préfet, Louis Henry Fontaine[12],[13] (fin : 6 mars 1871, prisonnier)
- avril 1871 : 16e sous-préfet, Louis Paul Émile Varcollier (fin : septembre 1872).
- 3 octobre 1872 : 17e sous-préfet, Jules Develle[14]
- avril 1876 : 18e sous-préfet, Louis Ernest Mettais-Cartier (fin juin 1877) ;
- juillet 1877 : 19e sous-préfet, Jean-Charles Drouault[15] (fin : novembre 1879)
- 2 décembre 1879 : 20e sous-préfet, Eugène Léon Sée
- 28 février 1882 : 21e sous-préfet, Olivier Sainsère[14]
- 22 mai 1886 : 22e sous-préfet, Louis Démétrius Sagebien[16]
- 8 janvier 1887 : 23e sous-préfet, Jean Baptiste Albert Tillol[17]
- 22 décembre 1891 : 24e sous-préfet, Henri Auguste Bouffard[18]
- 12 avril 1894 : 25e sous-préfet, Charles Gaston Rosapelly
- 9 octobre 1894 : 26e sous-préfet, Jean Marie Amable Justin
- 15 mars 1905 : 27e sous-préfet, Louis Antoine Auguste Lonjon
- 3 novembre 1906 : 28e sous-préfet, Marc Henri Bouchacourt[19]
- 3 août 1909 : 29e sous-préfet, Lucien Frédéric Philippe Bourienne[20]
- 22 novembre 1910 : 30e sous-préfet, Ernest Augustin Beauguitte
- 3 mai 1913 : 31e sous-préfet, Lucien Cornélien Bilange[21]
- 12 janvier 1914 : 32e sous-préfet, Jules Paul Marie Charles Griolet
- 19 juin 1918 : 33e sous-préfet, Georges Jules Roussel (interim)
- 22 mars 1919 : 34e sous-préfet, Georges Jules Roussel (définitif)
- 11 octobre 1921 : 35e sous-préfet, Louis Alfred Gabriel Gaud[22]
- 1er octobre 1924 : 36e sous-préfet, Pierre Marie Ernest Le Baube
- 25 juin 1925, 37e sous-préfet : Louis Rochefort
- 21 septembre 1926 : Fermeture.